# Römisch-katholische Kirche im Sudan

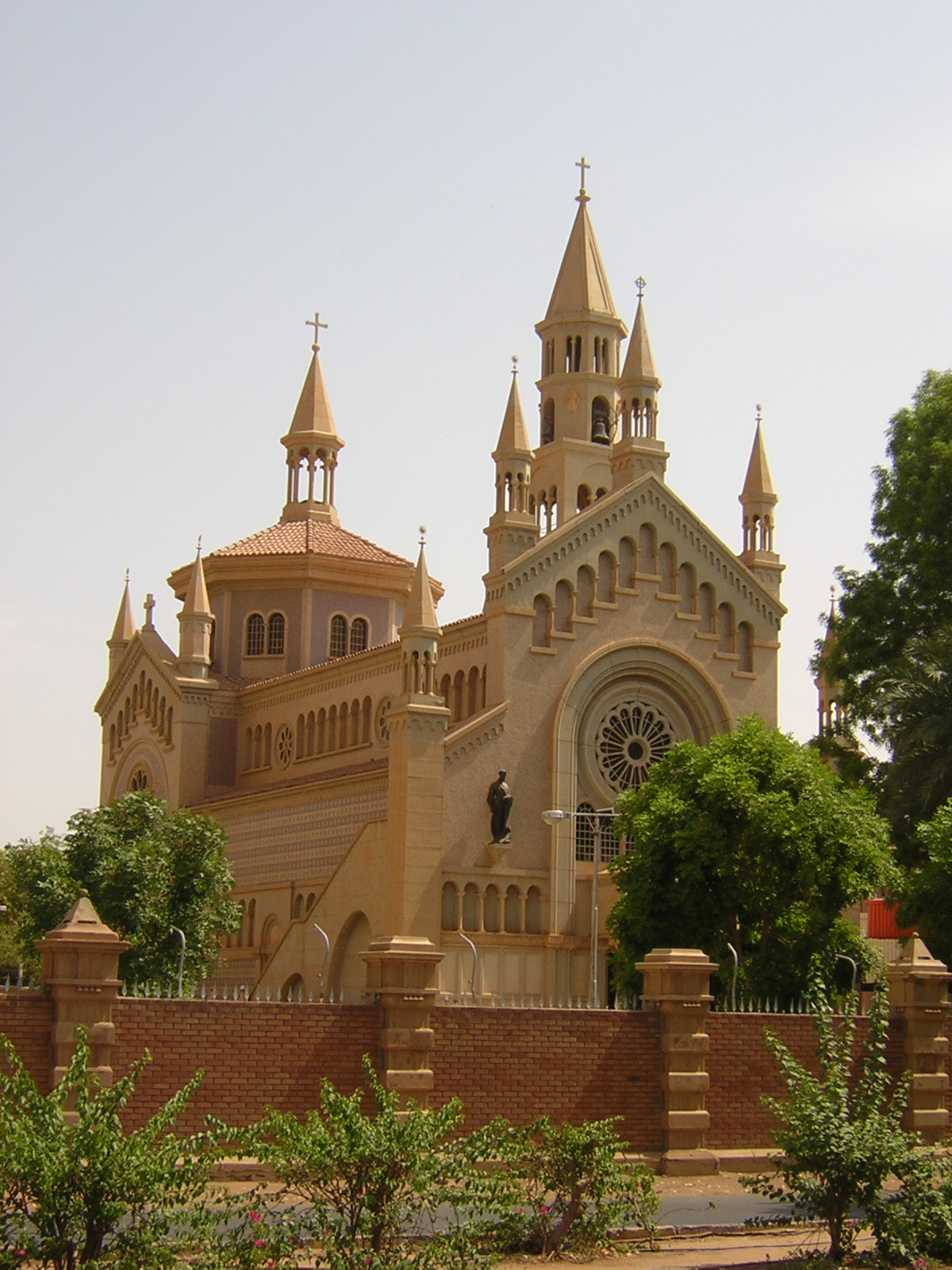
Kathedralkirche von Khartum

Die Römisch-katholische Kirche im Sudan und Südsudan ist Teil der weltweiten römisch-katholischen Kirche.

## Geschichte und Mission

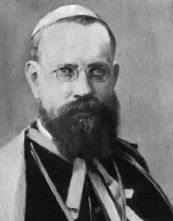
Bischof Franz Xaver Geyer, Apostolischer Vikar in Khartum (1903–1922).

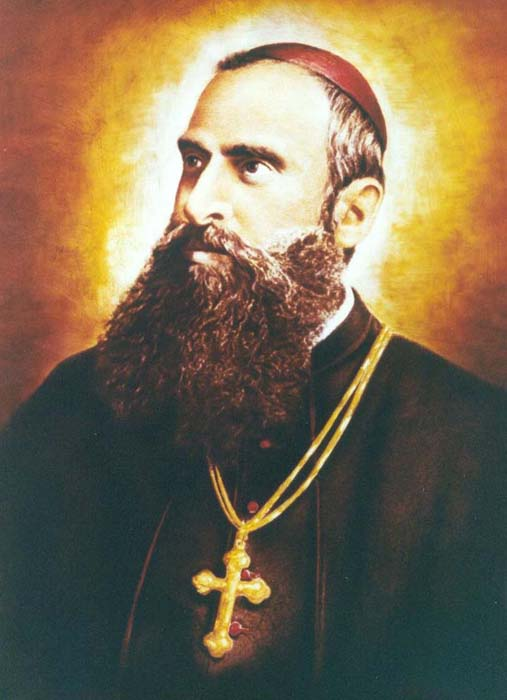
Bischof Antonio Roveggio, Apostolischer Vikar in Khartum (1895–1902). Er führte Missionsreisen u. a. zu den Azande. Sein Seligsprechungsprozess ist eingeleitet.

Das Christentum etablierte sich im Sudan im 5./6. Jahrhundert, als in Nubien drei christliche Königreiche existierten. Es wurde jedoch durch die Ausbreitung des Islam ab 640 zurückgedrängt, doch ein Nichtangriffs- und Handelsabkommen („Baqt“) regelte die Koexistenz bis ins Hochmittelalter hinein. Eine Wiedererrichtung der katholischen Kirche ergab sich erst im 19. Jahrhundert.
1842 wurde die erste katholische Schule und Mission in Khartum von Fr. L. Montuori, einem Vinzentinerpater, eingerichtet.
Bereits 1846 war von Papst Gregor XVI. das Apostolische Vikariat Sudan oder Zentralafrika errichtet worden, das sich damals vom Atlantik bis zum Roten Meer erstreckte, bis 1868 der westliche Teil, als Apostolisches Vikariat Sahara, davon abgetrennt wurde. Sitz der Mission und des Apostolischen Vikars war Khartum. Große Verdienste darum erwarb sich Österreich-Ungarn, denn bedeutende Missionare kamen von dort und Kaiser Franz-Joseph übernahm die Schirmherrschaft und unterstützte die Arbeit nach Kräften. Bis 1861 forderte die Mission durch Klima und Strapazen vierzig Todesopfer, so dass sie fast zum Erliegen kam.
Es ist das Verdienst des (inzwischen heiliggesprochenen) italienischen Weltpriesters Daniele Comboni, der in Khartum als Missionar tätig war, die Mission neu zu beleben. Comboni wurde noch als österreichischer Staatsbürger geboren. 1867 gründete er in Verona ein Missionsseminar, aus dem die heute nach ihm benannte Kongregation der Comboni-Missionare, die „Söhne des Heiligsten Herzens Jesu“ (FSCJ) hervorging, auch „Afrikanische Missionen von Verona“ genannt. 1876 entstand durch Comboni auch eine Schwesterngemeinschaft der „Frommen Mütter der Negerländer“ (Pie madri della Negrizia). 1872 wurde Comboni Provikar und 1877 erster Apostolischer Vikar des nun nur noch den eigentlichen Sudan umfassenden Missionsgebietes. Er starb am 10. Oktober 1881 in Khartum, erst 50 Jahre alt und musste nicht mehr die Vernichtung der gesamten Mission durch den Mahdi-Aufstand seit 1882 erleben.
In der schiitischen Dogmatik ist der Mahdi – das heißt „der (von Gott) Geleitete“ – der wiedererstandene Imam der Endzeit, nach sunnitischer Auffassung ist der Mahdi der Wiederhersteller des reinen islamischen Glaubens. Seit 1881/82, dem Jahr 1300 nach islamischer Zeitrechnung gab sich ein Muhammad Ahmad im Sudan als Mahdi aus und es gelang ihm, die Engländer zu vertreiben und 1885 Khartum zu erobern, wobei der englische General Charles George Gordon bei der Verteidigung der Stadt fiel.
Zur Zeit des Mahdi-Aufstandes von 1881 bis 1899 waren alle katholischen Aktivitäten verboten und die Aktiven der Kirche waren entweder geflohen oder inhaftiert. Erst 1898 gelang es Lord Kitchener, den Nachfolger Muhammad Ahmads, den Bakkara-Sudanesen Abd Allah, bei Omdurman zu besiegen. Seit 1899 war der Sudan ein anglo-ägyptisches Kondominium. Der Vertrag wurde 1936 erneuert und endete 1956 mit der Selbstständigkeit des Landes Sudan. Nach der Errichtung des Anglo-Ägyptischen Sudans konnten die katholischen Aktivitäten wieder aufgenommen werden.
Der zweite Aufbau der Mission ist ein Verdienst der Apostolischen Vikare Antonio Roveggio (1858–1902), von 1895 bis 1902 Apostolischer Vikar in Khartum und Franz Xaver Geyer (1859–1943) der von 1903 bis 1922 das gleiche Amt bekleidete. Da die Kolonialverwaltung keine Missionstätigkeit im islamischen Norden zuließ, erfolgte diese nur im Süden. Das große Gebiet des ehemaligen Apostolischen Vikariates Sudan wurde seit 1913 mehrfach unterteilt. Zunächst wurden die Apostolischen Vikariate Khartum und Bahr el-Ghazal geschaffen, später auch die Apostolischen Vikariate von Rumbek, Juba und Wau sowie die Apostolischen Präfekturen von Mupoi und Malakal.
Als letztem Land Afrikas wurde 1974 im Sudan eine kirchliche Hierarchie mit Diözesen eingeführt. Heute umfasst der Sudan die Kirchenprovinz Khartum und Südsudan die Kirchenprovinz Juba.

## Aktuelle Situation
Während der Zeit des zweiten sudanesischen Bürgerkriegs gehörten die Bistümer zu den wenigen verlässlichen Ansprechpartnern für Hilfsorganisationen. So wurden mit kirchlicher Hilfe Schulen, Krankenhäuser und Sozialzentren aufgebaut, welche von den Bistümern gegenwärtig weiterhin geführt werden. Seit dem Ende des Bürgerkriegs begleitet die Sudanesische Bischofskonferenz kritisch den Friedens- und Unabhängigkeitsprozess des Südsudans und setzt sich für Versöhnung innerhalb des Südsudans ein. Eine wichtige Rolle spielen dabei die gemeinsamen Hirtenbriefe, welche sich in der Regel mit sozialen Fragen beschäftigen und im Anschluss an die Sitzungen der Bischofskonferenz veröffentlicht werden, sowie die katholischen Radiostationen, die zum „Catholic Radio Network“ (CRN) zusammengeschlossen sind.
Vor dem Unabhängigkeitsreferendum im Südsudan 2011 vertraten viele Bischöfe die Ansicht, die faktische Trennung des Landes solle zur Unabhängigkeit des Südsudans führen. Die Bischofskonferenz jedoch vollzog in ihren Strukturen die Trennung des Landes nicht: Sie besteht weiterhin als gemeinsame „Sudan Catholic Bishop Conference“ (SCBC-SSS), es gibt aber ein Sekretariat der „Sudan Catholic Bishops’ Regional Conference“ (SCBRC) in Juba, welches die südsudanesischen Bistümer vertritt.
Die pastorale Situation ist schwierig. Die Diözesen haben nur wenige Priester; die Pfarreien sind in der Regel sehr weiträumig organisiert. Auch wenn sich viele Bewohner des Landes als Christen und Katholiken bezeichnen und an den (Wort-)Gottesdiensten teilnehmen, können aufgrund der pastoralen Situation nur wenige am sakramentalen Leben teilnehmen. Das kirchliche Leben auf dem Land spielt sich in Ortsgemeinden („Chapels“) ab, die jeweils von ehrenamtlichen Katechisten geleitet werden. Die von den Bischöfen angeregte Gründung von Kleinen christlichen Gemeinschaften gelingt wegen der instabilen Situation und Migrationsbewegungen im Land nur in Ansätzen. An internationalen Ordensgemeinschaften sind die Jesuiten in Khartum, Juba, Rumbek und Wau, sowie traditionell vor allem die Comboni-Missionare in Khartum sowie mit 11 Stationen im Südsudan präsent. Beide Ordensgemeinschaften betreiben neben Seelsorge und Missionsarbeit auch Schulen und berufsbildende Einrichtungen.

## Struktur

Übersicht über die Diözesen im Sudan und Südsudan

In der römisch-katholischen Kirche im Sudan besteht eine Kirchenprovinz und insgesamt zwei Diözesen.
- Erzbistum Khartum (2)
  - Bistum al-Ubayyid (1)

In der römisch-katholischen Kirche im Südsudan besteht eine Kirchenprovinz und insgesamt sieben Diözesen.
- Erzbistum Juba (8)
  - Bistum Bentiu
  - Bistum Malakal (5)
  - Bistum Rumbik (4)
  - Bistum Tambura-Yambio (6)
  - Bistum Torit (9)
  - Bistum Wau (3)
  - Bistum Yei (7)

Geografisch und politisch gesehen umfasst die Kirchenprovinz Khartum den Nordsudan und die Kirchenprovinz Juba den Südsudan. Die auffallend stärkere Gliederung der südsudanesischen Kirchenprovinz Juba ist durch die dort relativ hohe Katholikenzahl begründet. Anders als in der nordsudanischen Kirchenprovinz Khartum, wo der Katholikenanteil an der Gesamtbevölkerung weit unter 10 % liegt und nur 2 Diözesen bestehen, die mit ihrer großen Fläche den gesamten Nordsudan umfassen.
Im September 2008 wurde die Katholische Universität von Südsudan mit Sitz in Juba gegründet.

## Statistiken
Stand: 2004
- Bevölkerung

In Sudan leben etwa 4.019.000 Katholiken und bilden damit einen Anteil von 9,13 % an der Gesamtbevölkerung Sudans.
Während der Katholikenanteil im Nordsudan (Kirchenprovinz Khartum) bei 3,5 % liegt, sind in Südsudan (Kirchenprovinz Juba) 21,5 % der Bevölkerung römisch-katholisch.
Die Katholiken bilden nebenbei den größten Anteil der Christen in Sudan (ca. 65 %).
- Geistliche

Für die Gläubigen sorgen 18 Bischöfe (davon 2 emeritiert), 169 Welt- und 95 Ordenspriester und 4 ständige Diakone.

Ordensleute ohne Priesterweihe gibt es 510 (167 Männer, 343 Frauen).

## Institutionen
- Apostolische Nuntiatur Sudan

Die Apostolische Nuntiatur im Sudan hat ihren Sitz in Khartum.

Apostolischer Nuntius war zuletzt bis Januar 2024 Erzbischof Luís Miguel Muñoz Cárdaba.
- Apostolische Nuntiatur Südsudan

Apostolischer Nuntius ist seit Mai 2024 Erzbischof Séamus Patrick Horgan
- Sudanesische Bischofskonferenz

Es besteht die sudanesische Bischofskonferenz, die in Khartum ihren Sitz hat.
Präsident der Bischofskonferenz ist derzeit der Erzbischof von Juba, Paolino Lukudu Loro.
Die sudanesische Bischofskonferenz ist des Weiteren Mitglied des Verbands der ostafrikanischen Bischofskonferenzen.

## Kirchenbauten
In den meisten Diözesen existieren nur wenige Gemeinden, die über ein eigenes, fest errichtetes Kirchengebäude verfügen. Diese Gemeinden richteten stattdessen kirchenähnliche Gebetshäuser ein.
Folgende größere Kirchen und Kathedralen bestehen in den jeweiligen sudanesischen Diözesen:
- Erzbistum Khartum: St. Matthäus-Kathedrale, St. Peter und Paul, St. Josef
- Erzbistum Juba: Kathedrale St. Teresa in Juba-Kator
- Bistum al-Ubayyid: Kathedrale von al-Ubayyid
- Bistum Wau: Kathedrale von Wau, St. Josef

## Patrone
- Hl. Daniele Comboni, Bischof
- Hl. Josephine Bakhita, Ordensschwester